# 2011 au Laos

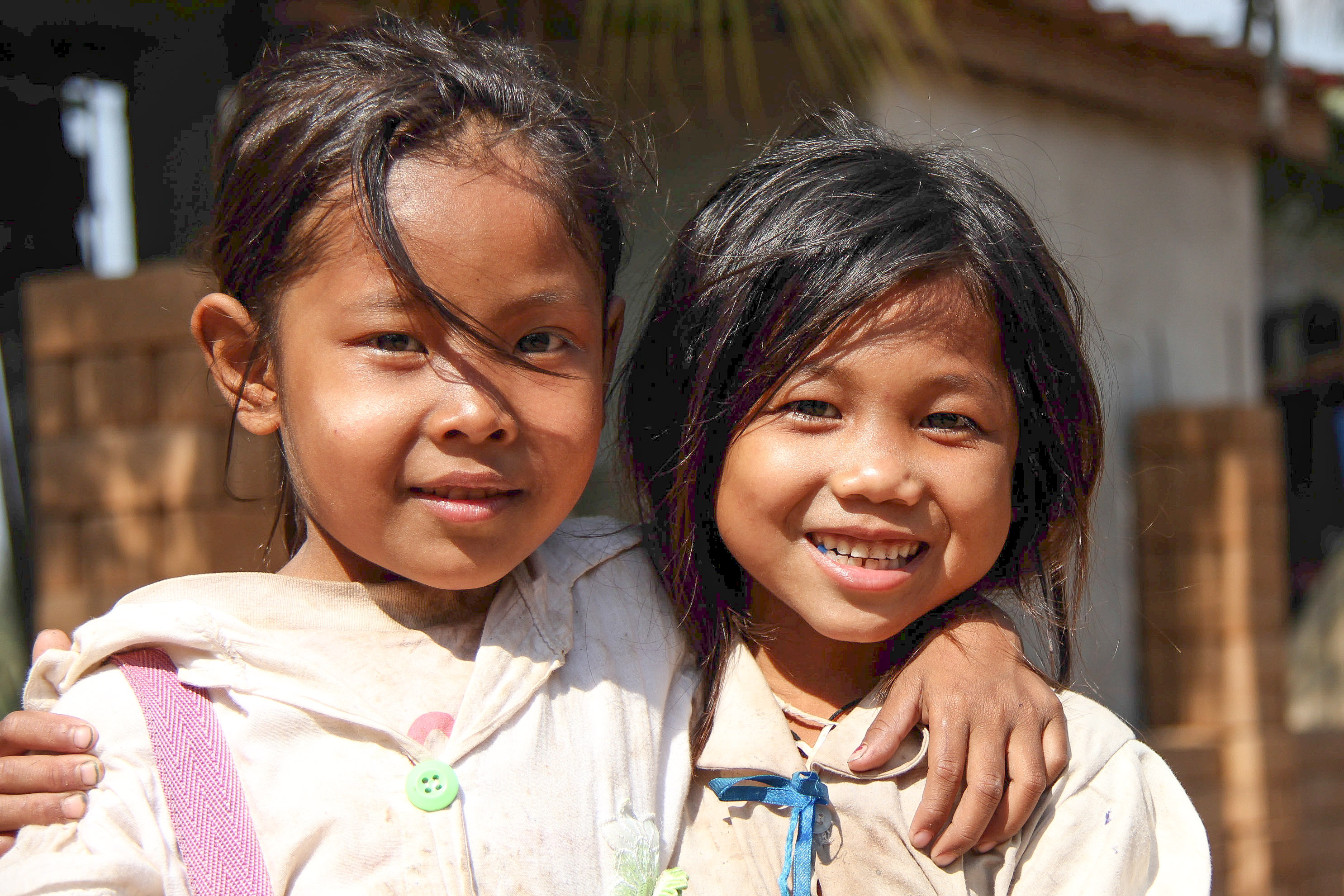
Deux petites filles lao se tenant par le cou en souriant, sur l'île de Don Khon au Laos

2007 au Laos - 2008 au Laos - 2009 au Laos - 2010 au Laos - 2011 au Laos - 2012 au Laos
2007 par pays en Asie - 2008 par pays en Asie - 2009 par pays en Asie - 2010 par pays en Asie - 2011 par pays en Asie - 2012 par pays en Asie

## Chronologie

### Janvier 2011
- Le 11 janvier s'ouvre la Bourse de Vientiane (LSX), le Laos étant ainsi un des derniers pays à s'ouvrir aux marchés financiers[1].

### Mars 2011
- Le 25 mars, inauguration du nouveau complexe Vientiane Plaza. Situé dans le quartier Hadsadi, ce complexe regroupe 2 000 m2 de bureaux sur 7 étages et un hôtel 3 étoiles de 50 chambres avec salle de congrès sur 6 étages. L'investissement d'environ 10 millions de dollars  a été financé par VLPC, une entreprise d’électricité mixte lao-vietnamienne[2].

### Avril 2011
- Samedi 30 avril : élections législatives, 3 millions d'électeurs départagent 190 candidats pour 132 sièges. Ces élections très contrôlées par le Parti communiste Laotien ne présentent pas de véritable enjeu[3].

### Mai 2011
- La société française de produits laitiers Lactalis s'implante au Laos. Distribués par Anam Fine Food Laos, les produits Lacatalis ont été présentés le 7 mai à l'hôtel Ansara[4].

### Décembre 2011
- 8 décembre : le projet d'un très grand barrage sur le Mékong dans la province de Sayaboury a été reporté afin de mieux étudier son impact écologique. Les délégués des 4 pays de la Commission régionale du Mékong (MRC) étaient réunis à Siem Reap pour discuter de la viabilité de ce projet de 3,8 milliards de dollars, premier d'une série de onze sur la partie inférieure du fleuve[5].